# Sinhalestes
Sinhalestes is een geslacht van libellen (Odonata) uit de familie van de pantserjuffers (Lestidae).

## Soorten
Sinhalestes omvat 1 soort:
- Sinhalestes orientalis (Hagen in Selys, 1862)